# الحكم البريطاني لبورما
استمر الحكم البريطاني لبورما من عام 1824 إلى عام 1948، من الحروب الأنجلو-بورمية الثالثة المتتالية أثناء إنشاء بورما كمقاطعة للهند البريطانية إلى إنشاء مستعمرة بإدارة مستقلة وأخيرًا الاستقلال. كانت المنطقة الواقعة تحت السيطرة البريطانية تُعرف باسم بورما البريطانية. ضمّ البريطانيون أجزاء مختلفة من الأراضي البورمية، بما فيها آراكان (ولاية راخين) أو تانينثاري بعد انتصارهم في الحرب الأنجلو-بورمية الأولى؛ ضموا بورما السفلى في عام 1852 بعد الحرب الأنجلو-بورمية الثانية. صُنّفت الأراضي المضمومة على أنها مقاطعة صغيرة (مكتب رئيس المفوضين)، بورما البريطانية، من الهند البريطانية في عام 1862.
بعد الحرب الأنجلو-بورمية الثالثة في عام 1885، ضم البريطانيون بورما العليا، وفي العام التالي، أُنشئت مقاطعة بورما في الهند البريطانية، لتصبح مقاطعة رئيسية (مكتب نائب الحاكم) في عام 1897. استمر هذا التنظيم حتى عام 1937، عندما بدأ مكتب بورما الذي يرأسه وزير الدولة للهند وبورما بإدارة بورما بشكل منفصل. جرى تعطيل الحكم البريطاني خلال الاحتلال الياباني لمعظم بورما خلال الحرب العالمية الثانية. حصلت بورما على استقلالها عن الحكم البريطاني في 4 يناير 1948.
يُشار إلى بورما أحيانًا باسم «المستعمرة الاسكتلندية» بسبب الدور الكبير الذي لعبه الاسكتلنديون في استعمار البلاد وإدارتها، من أبرزهم السير جيمس سكوت، وشركة إيراوادي فلوتيلا.

## بورما قبل الغزو البريطاني
بفضل موقعها، مرت الطرق التجارية بين الصين والهند مباشرة عبر البلاد، ما أبقى بورما غنية بسبب التجارة، على الرغم من أن زراعة الاكتفاء الذاتي كانت ما تزال أساس الاقتصاد. سافر التجار الهنود على طول السواحل والأنهار (خاصة نهر إيراوادي) في جميع أنحاء المناطق التي تعيش فيها غالبية البورميين، ما جلب تأثيرات الثقافة الهندية إلى البلاد والتي ما تزال موجودة هناك حتى اليوم. لأن بورما واحدة من أولى الدول الآسيوية الجنوبية الشرقية التي تبنت البوذية على نطاق واسع، ظلّت البوذية تحت الحكم البريطاني الديانة المعتنقة رسميًا لمعظم السكان.
قبل الغزو والاستعمار البريطاني، اتبعت سلالة كونباونغ الحاكمة شكلًا شديد المركزية من الحكم. كان الملك هو الرئيس التنفيذي وصاحب القول الفصل في جميع الأمور، لكن ليس في وسعه وضع قوانين جديدة ويمكنه فقط إصدار مراسيم إدارية. كان للبلاد مدونتان قانونيتان، وهما راجاتهات وداماتهات، وقُسّم اللوتو، مركز الحكومة، إلى ثلاثة فروع: المالي والتنفيذي والقضائي. من الناحية النظرية، كان الملك مسؤولًا عن كل اللوتو، ولكن لا تنفَّذ أي من أوامره، حتى يوافق اللوتو عليها، وبالتالي التحقق من صلاحياته. علاوة على تقسيم البلاد، حُكمت المقاطعات من قبل الحكام الذين يعيّنهم اللوتو، وحُكمت القرى من قبل رؤساء وراثيين يوافق عليهم الملك.

## وصول البريطانيين إلى بورما
بدأ الصراع بين بورما والبريطانيين عندما قررت سلالة كونباونغ التوسع في آراكان في ولاية آسام، بالقرب من شيتاغونغ التي يسيطر عليها البريطانيون في الهند. بعد هزيمة بورما لمملكة آراكان في 1784-1785، عبرت القوات البورمية مرة أخرى الحدود في عام 1823. أدى ذلك إلى الحرب الأنجلو-بورمية الأولى (1824-1826). أرسل البريطانيون حملة بحرية كبيرة استولت على رانغون دون قتال في عام 1824. في دانوبهيو، جنوب آفا، قُتل الجنرال البورمي ماها باندولا وهُزمت جيوشه. اضطرت بورما إلى التنازل عن ولاية آسام والمقاطعات الشمالية الأخرى. أنهت معاهدة ياندابو عام 1826 الحرب الأنجلو-بورمية الأولى رسميًا، وهي الحرب الأطول والأكثر تكلفة في تاريخ الهند البريطانية. قُتل خمسة عشر ألف جندي أوروبي وهندي، إلى جانب عدد غير معروف من قتلى الجيش البورمي والإصابات المدنية. كلّفت الحملة البريطانيين من خمسة ملايين جنيه إسترليني إلى 13 مليون جنيه إسترليني (نحو 18.5 مليار دولار إلى 48 مليار دولار في عام 2006) أو (5 ملايين جنيه = 24 مليون دولار؛ الجنيه الواحد كان بقيمة 76 دولارًا في عام 2006 = 1,825 مليار دولار؛ 13 مليون جنيه = 62.4 مليون دولار = 47.5 مليار دولار) ما أدى إلى أزمة اقتصادية حادة في الهند البريطانية عام 1833.
في عام 1852، أثار البريطانيون الحرب الأنجلو-بورمية الثانية، إذ سعوا وراء غابات الساج الكبير في بورما السفلى بالإضافة إلى ميناء بين كلكتا وسنغافورة. بعد 25 عامًا من السلام، بدأ القتال بين البريطانيين والبورميين من جديد واستمر حتى احتل البريطانيون كل بورما السفلى. انتصر البريطانيون في هذه الحرب وبالتالي تمكنوا من الوصول إلى خشب الساج والنفط والياقوت في أراضيهم التي غزوها حديثًا.
في بورما العليا، حيث الجزء غير المحتل بعد من البلاد، حاول الملك ميندون التكيّف مع التوجه الإمبريالي، إذ قام بإصلاحات إدارية وجعل بورما أكثر تقبلًا للمصالح الأجنبية، لكن البريطانيين بدؤوا الحرب الأنجلو-بورمية الثالثة، والتي استمرت أقل من أسبوعين خلال نوفمبر 1885. بررت الحكومة البريطانية أفعالها بادعاء أن آخر ملك مستقل لبورما، ثيبو مين، كان طاغية وأنه يتآمر لإعطاء فرنسا نفوذًا أكبر في البلاد. دخلت القوات البريطانية ماندالاي في 28 نوفمبر 1885. وهكذا، بعد ثلاث حروب استحوذت على أجزاء مختلفة من البلاد، احتل البريطانيون أخيرًا كل منطقة ميانمار الحالية، ما جعل الإقليم مقاطعة للهند البريطانية في 1 يناير 1886.
قرر البريطانيون ضم كل بورما العليا كمستعمرة وجعل البلاد بأكملها مقاطعة للهند البريطانية. أُلحقت مستعمرة بورما العليا الجديدة بمقاطعة بورما في 26 فبراير 1886.

## بداية الحكم البريطاني
استمرت المقاومة المسلحة البورمية بشكل متقطع لعدة سنوات وانبغى على القائد البريطاني إرغام محكمة العدل العليا على الاستمرار في العمل. على الرغم من انتهاء الحرب رسميًا بعد أسبوعين فقط، استمرت المقاومة في شمال بورما حتى عام 1890، إذ لجأ البريطانيون أخيرًا إلى التدمير المنهجي للقرى وتعيين مسؤولين جدد لوقف جميع أنشطة حرب العصابات.
تغيّر المجتمع البورمي التقليدي تغييرًا جذريًا بزوال الملكية وفصل الدين عن الدولة. أدى التزاوج بين الأوروبيين والبورميين إلى ولادة مجتمع أوراسي أصلي معروف باسم الأنجلو بورميين الذين سيطروا على المجتمع الاستعماري، إذ كانوا أعلى شأنًا من البورميين ولكن أقل شأنًا من البريطانيين.
بعد أن استولت بريطانيا على جميع أجزاء بورما، استمروا في إرسال الضرائب إلى الصين لتجنب الإساءة إليهم، لكن هذا قلل دون دراية من مكانتهم لدى الصينيين. جرى الاتفاق في اتفاقية بورما في عام 1886 على أن الصين ستعترف باحتلال بريطانيا لبورما العليا في حين تواصل بريطانيا دفع الضرائب عن بورما كل عشر سنوات إلى بكين.